# Christian Vinck
Christian Vinck (Hamm, 3 settembre 1975) è un ex tennista tedesco.

## Carriera
Ottenne il suo best ranking in singolare il 12 febbraio 2001 con la 101ª posizione, mentre nel doppio divenne il 9 febbraio 1998, il 530º del ranking ATP.
In singolare, in carriera, vinse quattro tornei del circuito ATP Challenger Series. Nel 1997 vinse il suo primo torneo, il Las Vegas Tennis Open superando in finale lo statunitense Andre Agassi, ex numero uno delle classifiche mondiali, con il punteggio di 6-2, 7-5. Il migliore risultato in torneo del grande slam, fu il terzo turno raggiunto a Wimbledon nel 2000; in quell'occasione, dopo aver superato il torneo di qualificazione, superò il cileno Nicolás Massú e l'israeliano Harel Levy, prima di venir sconfitto dopo cinque set dallo svedese Thomas Enqvist.

## Statistiche

### Tornei minori

#### Singolare

##### Vittorie (4)
| Legenda tornei minori |
| Challenger (4)        |
| Futures (0)           |

| Numero | Data             | Torneo                           | Superficie    | Avversario in finale | Punteggio     |
| 1.     | 10 novembre 1997 | Las Vegas Tennis Open, Las Vegas | Cemento       | Andre Agassi         | 6-2, 7-5      |
| 2.     | 8 dicembre 1997  | Wismar Challenger, Wismar        | Sintetico (i) | Ivo Heuberger        | 6-3, 7-6      |
| 3.     | 30 novembre 1998 | Nümbrecht Challenger, Nümbrecht  | Sintetico (i) | Peter Wessels        | 6-7, 6-4, 6-4 |
| 4.     | 14 febbraio 2000 | Lubeck Challenger, Lubecca       | Sintetico (i) | Andy Fahlke          | 6-3, 6-1      |